# 京都府小学校の廃校一覧
京都府小学校の廃校一覧（きょうとふしょうがっこうのはいこういちらん）は、京都府内の廃校になった小学校の一覧。対象となるのは、学制改革（1947年）以降に廃校となった小学校、および分校である。校名は廃校当時のもの。廃校時に小学校が所在していた自治体がその後合併によって消滅している場合は、現行の自治体に含む。その他、現在休校中の府内の小学校や分校も、実質上廃校となっているものが多いため参考として記載する。

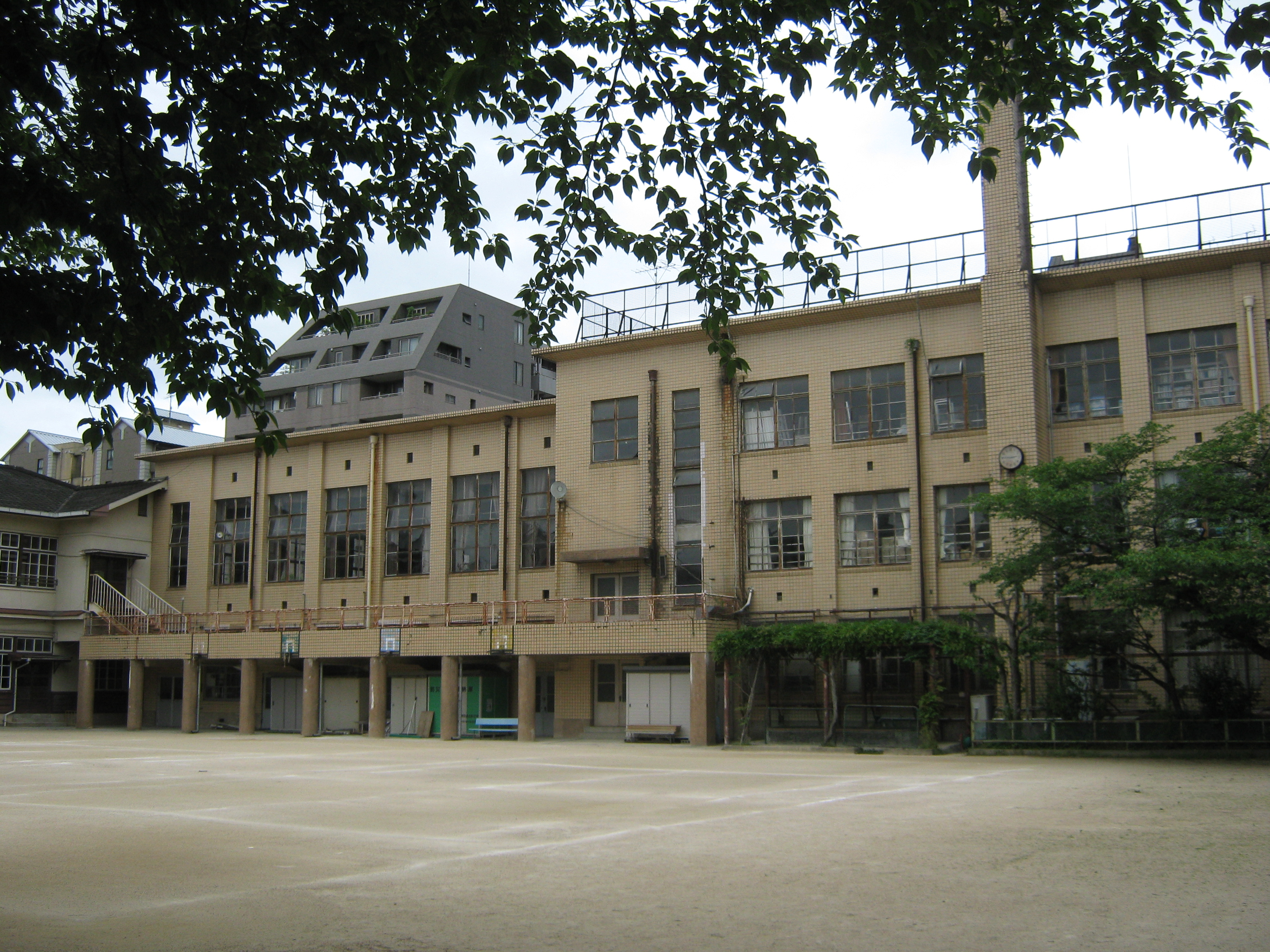
生祥小学校跡、京都市中京区

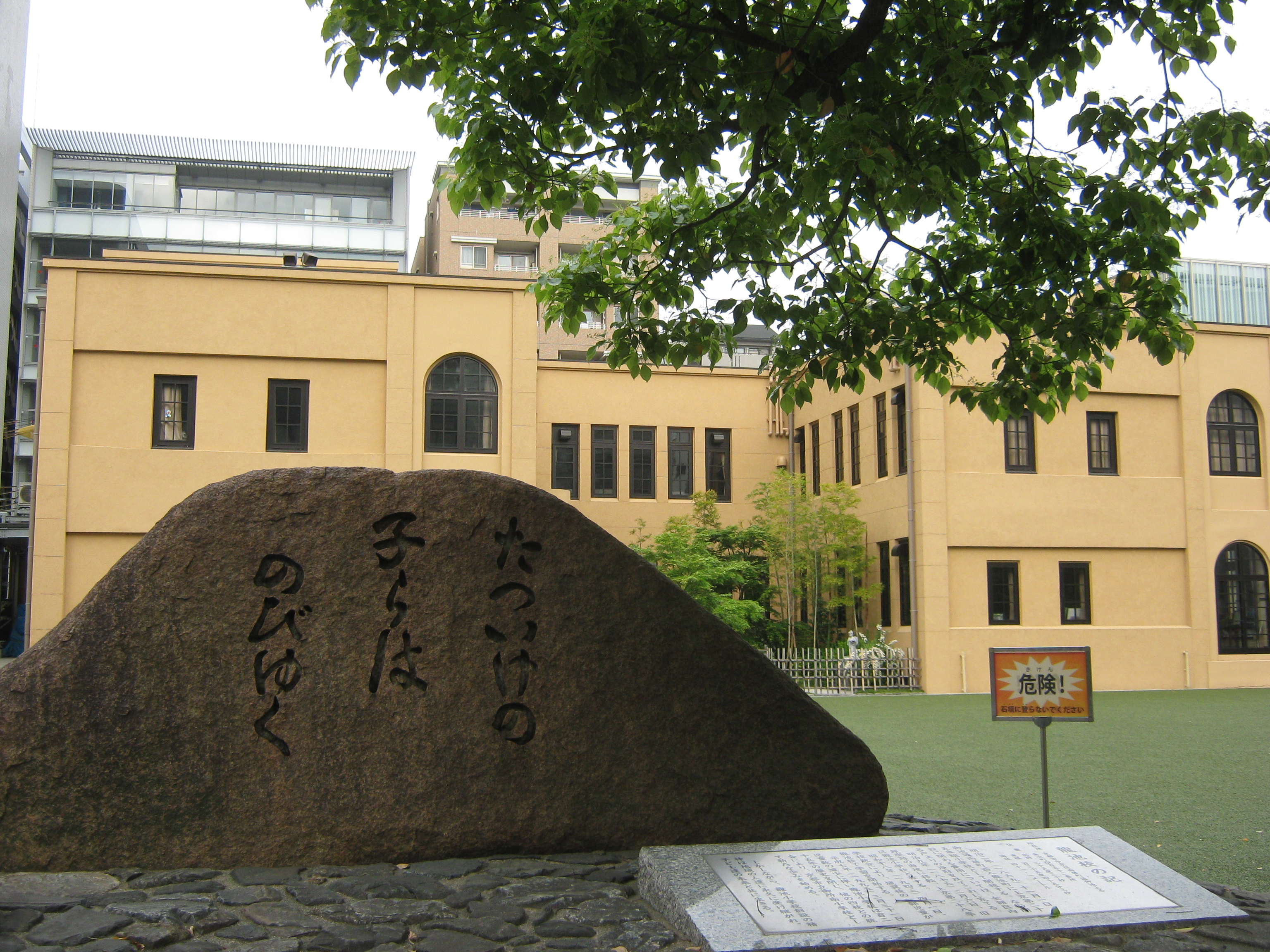
龍池小跡

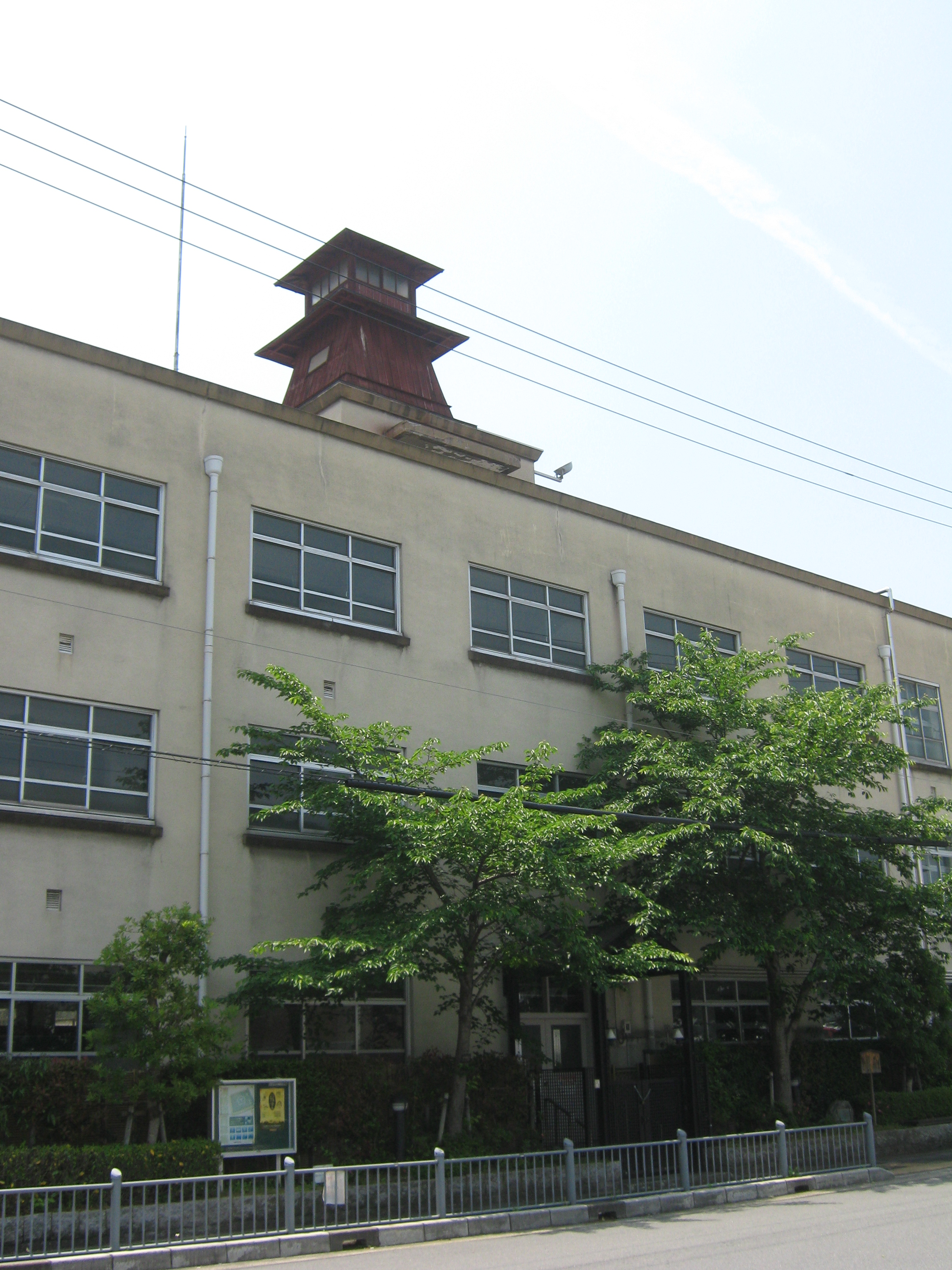
有済小跡、屋上の太鼓望楼は時刻を知らせたり火事の時に使われた、本望楼は現存する唯一の望楼、登録有形文化財

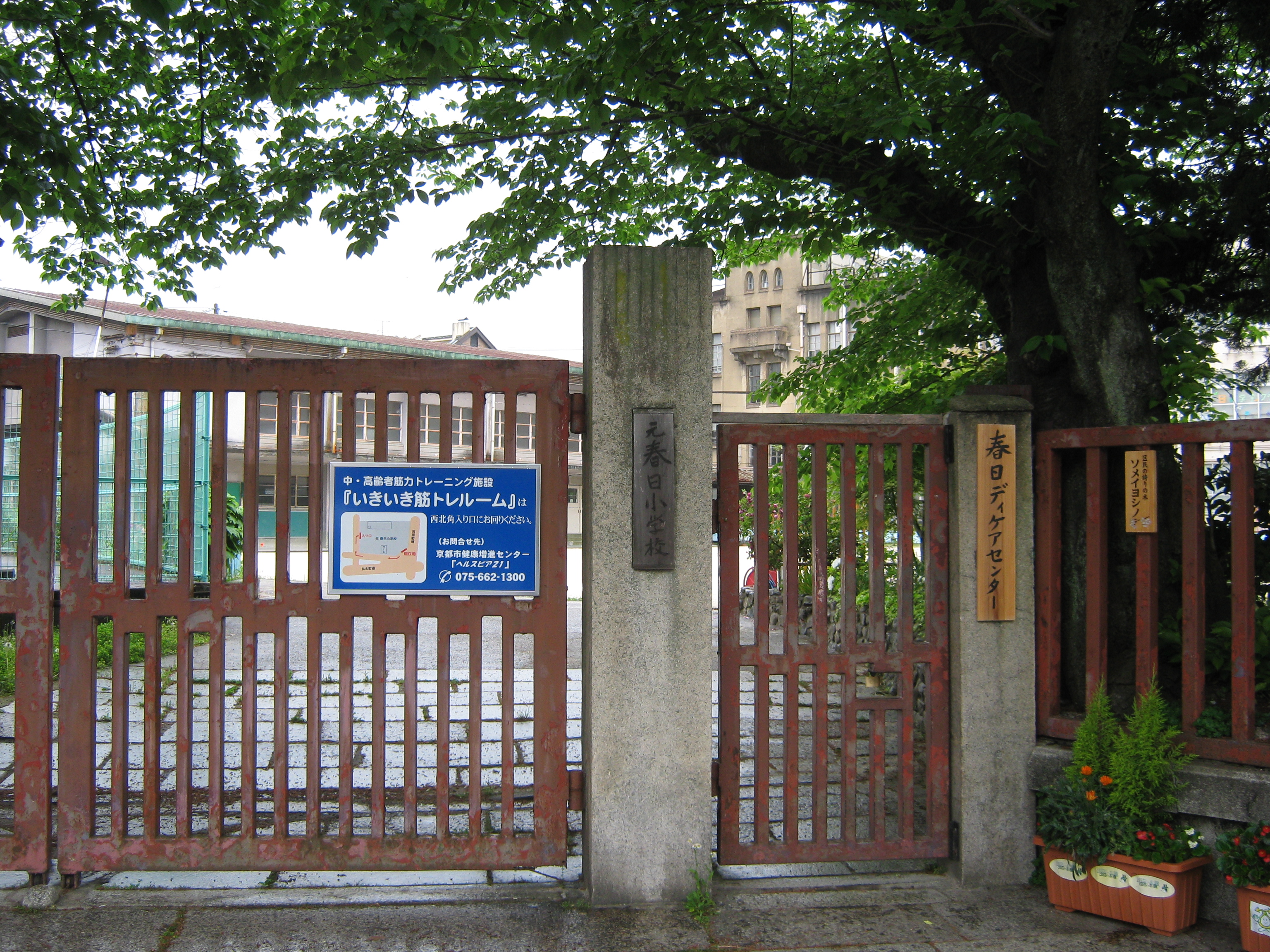
春日小跡（現在は御所東小学校）

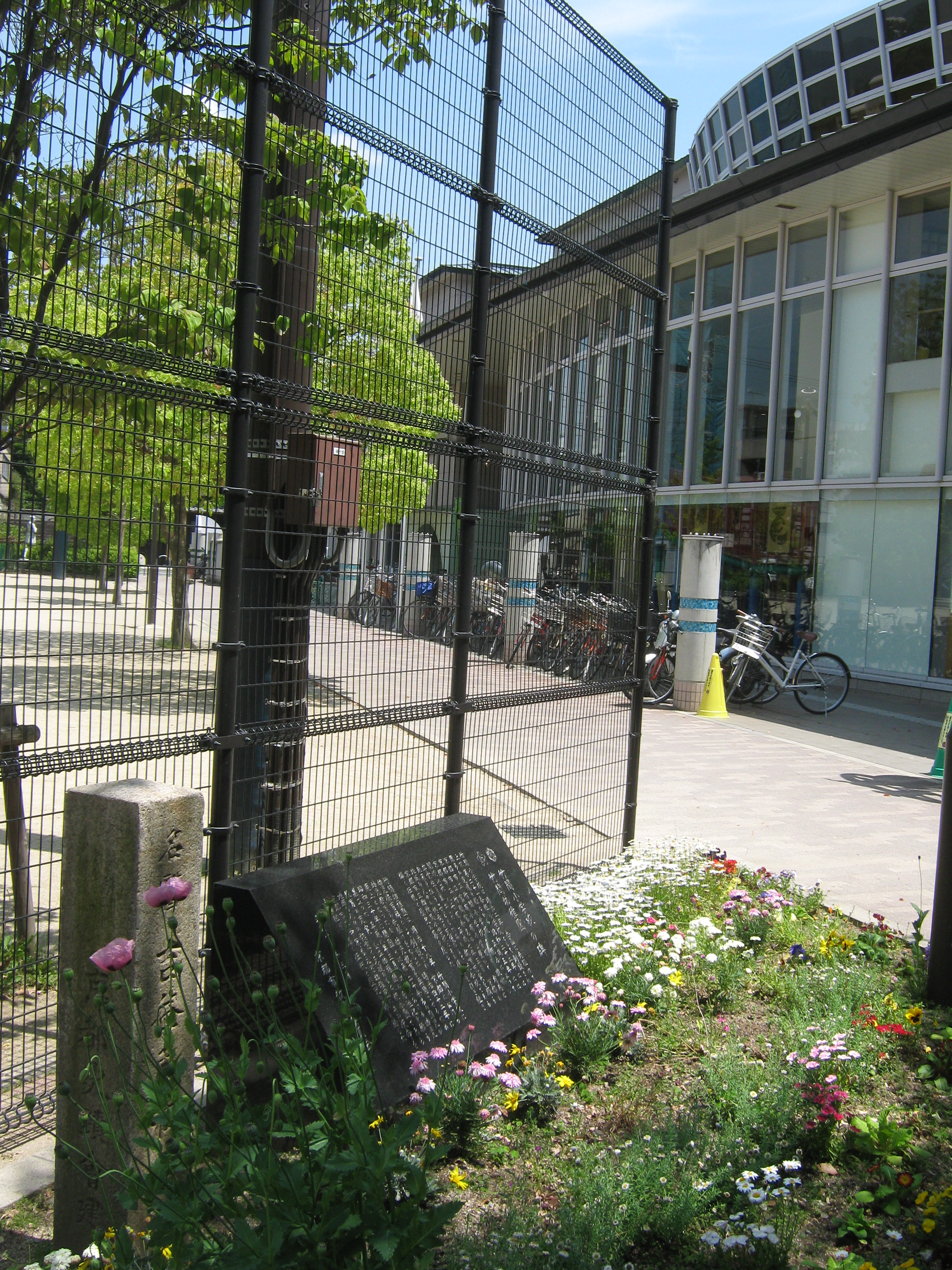
竹間小之碑

## 京都市

### 廃校
- 京都市立第二錦林小学校（1948年閉校。校地校舎を新制中学校の近衛中に転用）[1]
- 京都市立滋野小学校（1948年閉校。校地校舎を新制中学校の滋野中に転用）[1]
- 京都市立郁文小学校（1948年閉校。校地校舎を新制中学校の郁文中に転用）[1]
- 京都市立成徳小学校（1948年閉校。校地校舎を新制中学校の成徳中に転用）[1]
- 京都市立皆山小学校（1948年閉校。校地校舎を新制中学校の皆山中に転用）[1]
- 京都市立九条小学校（1948年閉校。校地校舎を新制中学校の九条中に転用）[1]
- 京都市立西院第二小学校（1948年閉校。校地校舎を新制中学校の西院中に転用）[1]
- 京都市立銅駝小学校（1948年閉校。校地校舎を新制中学校の銅駝中に転用）[1]
- 京都市立弥栄小学校（1948年閉校。校地校舎を新制中学校の弥栄中に転用）[1]
- 京都市立大原小中学校尾見分校（1973年休校[2]、2018年廃校[3]）
- 京都市立久多小学校（1981年大原小へ統合）[4]
- 京都市立永松小学校（1983年開智小へ統合）[5]
- 京都市立大原小学校百井分校（1991年休校、2018年廃校）[6]
- 京都市立開智小学校（1992年統合により京都市立洛央小学校へ）[5]
- 京都市立格致小学校（同上）[5]
- 京都市立修徳小学校（同上）[5]
- 京都市立豊園小学校（同上）[5]
- 京都市立有隣小学校（同上）[5]
- 京都市立教業小学校（1992年乾小と統合し京都市立洛中小学校へ）[7]
- 京都市立乾小学校（1992年教業小と統合し洛中小へ）[7]
- 京都市立菊浜小学校（1992年稚松小と統合し六条院小へ）[4]
- 京都市立稚松小学校（1992年菊浜小と統合し六条院小へ）[4]
- 京都市立本能小学校（1993年明倫小と統合し高倉西小へ）[8]
- 京都市立明倫小学校（1993年本能小と統合し高倉西小へ）[8]
- 京都市立日彰小学校（1993年統合により高倉東小へ）[8]
- 京都市立生祥小学校（同上）[8]
- 京都市立立誠小学校（同上）[8]
- 京都市立富有小学校（1993年竹間小と統合し竹間富有小へ）[9]
- 京都市立竹間小学校（1993年富有小と統合し竹間富有小へ）[9]
- 京都市立高倉東小学校（1995年高倉西小と統合し京都市立高倉小学校へ）[8]
- 京都市立高倉西小学校（1995年高倉東小と統合し高倉小へ）[8]
- 京都市立竹間富有小学校（1995年統合により京都市立御所南小学校へ）[4]
- 京都市立梅屋小学校（同上）[4]
- 京都市立龍池小学校（同上）[4]
- 京都市立春日小学校（同上）[4]
- 京都市立西陣小学校（1995年桃薗小と統合し桃薗西陣小へ）[10]
- 京都市立桃薗小学校（1995年西陣小と統合し桃薗西陣小へ）[10]
- 京都市立安寧小学校（1996年大内小と統合し京都市立梅小路小学校へ）[11]
- 京都市立大内小学校（1996年安寧小と統合し梅小路小へ）[11]
- 京都市立小川小学校（1995年中立小と統合し小川中立小に、同校は1997年に新町小へ）[4]
- 京都市立中立小学校（1995年小川小と統合し小川中立小に、同校は1997年に新町小へ）[4]
- 京都市立桃薗西陣小学校（1997年統合により京都市立西陣中央小学校へ）[10]
- 京都市立成逸小学校（同上）[10]
- 京都市立聚楽小学校（同上）[10]
- 京都市立出水小学校（1998年待賢小と統合し京都市立二条城北小学校へ）[12]
- 京都市立待賢小学校（1998年出水小と統合し二条城北小へ）[12]
- 京都市立貞教小学校（2002年修道小と統合し東山小へ）[4]
- 京都市立修道小学校（2002年貞教小と統合し東山小へ）[4]
- 京都市立有済小学校（2004年粟田小と統合し白川小へ）[4]
- 京都市立粟田小学校（2004年有済小と統合し白川小へ）[4]
- 京都市立別所小学校（2007年花背第一中および花背第二中と統合し京都市立花背小中学校へ）[13]
- 京都市立八桝小学校（同上）[13]
- 京都市立堰源小学校（1990年休校[14]、2007年花背小中へ統合）[13]
- 京都市立大原小学校（2009年大原中と統合し京都大原学院〈京都市立大原小中学校〉へ）[15]
- 京都市立六条院小学校（2010年統合により京都市立下京渉成小学校へ）[4]
- 京都市立植柳小学校（同上）[4]（跡地は最高級ホテルのデュシタニ京都に[16]）
- 京都市立崇仁小学校（同上）[4]
- 京都市立白川小学校（2011年洛東中および弥栄中と統合し京都市立開睛小中学校へ）[14]
- 京都市立新道小学校（同上）[14]
- 京都市立六原小学校（同上）[14]
- 京都市立清水小学校（同上）[14]
- 京都市立東山小学校（同上）[14]
- 京都市立陶化小学校（2012年陶化中と統合し凌風学園〈京都市立凌風小学校・京都市立凌風中学校〉へ）[17]
- 京都市立東和小学校（同上）[17]
- 京都市立山王小学校（同上）[17]
- 京都市立新洞小学校（2013年京都市立錦林小学校へ統合）[18]
- 京都市立一橋小学校（2014年月輪中と統合し京都市立東山泉小中学校へ）[19]
- 京都市立月輪小学校（同上）[19]
- 京都市立今熊野小学校（同上）[19]
- 京都市立醒泉小学校（2017年淳風小と統合し京都市立下京雅小学校へ）[20]
- 京都市立淳風小学校（2017年醒風小と統合し下京雅小へ）[20]
- 京都市立二の丸北小学校（2017年向島二の丸小へ統合）[21]
- 京都市立向島二の丸小学校（2019年向島南小および向島中と統合し京都市立向島秀蓮小中学校へ）[21]
- 京都市立向島南小学校（2019年向島二の丸小および向島中と統合し向島秀蓮小中へ）[21]
- 京都市立楽只小学校（2019年京都市立紫野小学校へ統合）[22]
- 京都市立京北第一小学校（2020年周山中と統合し京都市立京都京北小中学校へ）[23]
- 京都市立京北第二小学校（同上）[23]
- 京都市立京北第三小学校（同上）[23]
- 京都市立小栗栖小学校（2022年石田小へ統合）[4][24]
- 京都市立静原小学校（2022年京都市立市原野小学校へ統合）[4][25]
- 京都市立福西小学校（2022年京都市立竹の里小学校へ統合）[4][26]
- 京都市立柏野小学校（2025年京都市立翔鸞小学校へ統合）[4][27]
- 京都市立竹の里小学校（2025年京都市立西陵中学校と統合し京都市立洛西陵明小中学校へ）[4][26]
- 京都市立石田小学校（2025年小栗栖宮山小、京都市立小栗栖中学校と統合し京都市立栄桜小中学校へ）
- 京都市立小栗栖宮山小学校（2025年石田小、小栗栖中と統合し栄桜小中へ）
- 京北町立山国小学校（1999年黒田小と統合し京北第二小へ）[28]
- 京北町立黒田小学校（1999年山国小と統合し京北第二小へ）[28]
- 京北町立黒田小学校芹生分校（1999年）[29]

### 休校
- 京都市立中川小学校真弓分校[30]（休校開始時期不詳）
- 京都市立水尾小学校（2002年休校）[4]
- 京都市立小野郷小学校（2007年休校）[4]
- 京都市立雲ヶ畑小学校（2012年休校）[4]
- 京都市立中川小学校（2013年休校）[4]

## 福知山市
- 福知山市立金山小学校（1991年天津小へ統合）[31]
- 福知山市立細見小学校中出分校（2001年）[32]
- 福知山市立公誠小学校（2010年休校、2020年廃校）[33]
- 福知山市立精華小学校（2013年統合により夜久野学園〈福知山市立夜久野小学校〉へ）[34]
- 福知山市立育英小学校（同上）[34]
- 福知山市立明正小学校（同上）[34]
- 福知山市立川合小学校（2015年細見小へ統合）[32]
- 福知山市立三岳小学校（2015年福知山市立上川口小学校へ統合）[35]
- 福知山市立上六人部小学校（2018年福知山市立下六人部小学校〈2019年福知山市立六人部小学校と改称〉へ統合）[36]
- 福知山市立中六人部小学校（同上） [36]
- 福知山市立菟原小学校（2019年統合により福知山市立三和小学校〈三和学園〉へ） [37]
- 福知山市立細見小学校（同上） [37]
- 福知山市立天津小学校（2020年福知山市立修斉小学校へ統合）[38]
- 福知山市立佐賀小学校（2020年福知山市立遷喬小学校へ統合）[39]
- 福知山市立金谷小学校（2020年上川口小へ統合）[39]
- 福知山市立美河小学校（2021年統合により福知山市立大江小学校〈大江学園〉へ）[40]
- 福知山市立美鈴小学校（同上）[40]
- 福知山市立有仁小学校（同上）[40]
- 夜久野町立畑小学校（1954年明正小へ統合）[41]
- 大江町立俊明小学校（1977年美鈴小へ統合）[42]
- 大江町立物成小学校（同上）[42]
- 大江町立俊明小学校北原分校（同上）[42]
- 大江町立俊明小学校橋谷分校（同上）[42]

## 舞鶴市
- 舞鶴市立原小学校（1987年平小と統合し舞鶴市立大浦小学校へ）[43]
- 舞鶴市立平小学校（1987年原小と統合し大浦小へ）[43]
- 舞鶴市立野原小学校（1991年大浦小へ統合）[43]
- 舞鶴市立田井小学校（同上）[43]
- 舞鶴市立大丹生小学校（1993年大浦小へ統合）[43]
- 舞鶴市立丸山小学校（1998年大浦小へ統合）[43]
- 舞鶴市立岡田中小学校（2003年休校、2011年統合により舞鶴市立岡田小学校へ[44]）
- 舞鶴市立青井小学校（2005年舞鶴市立福井小学校へ統合）[45]
- 舞鶴市立岡田下小学校（2011年統合により岡田小へ）[44]
- 舞鶴市立岡田上小学校（同上）[44]

## 綾部市

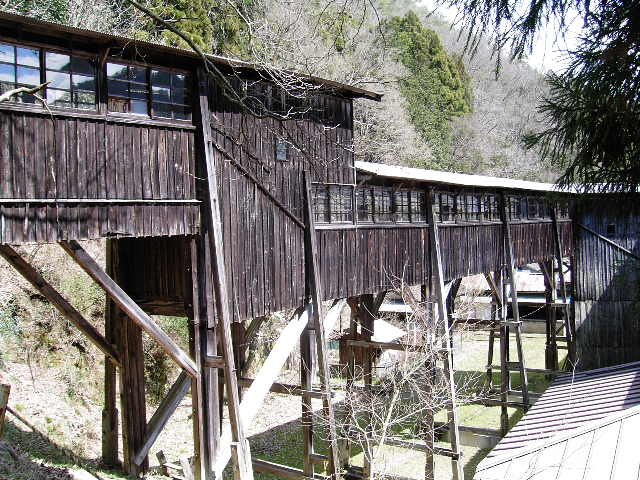
旧奥上林小の木造高架渡り廊下

- 綾部市立豊里東小学校（1999年豊里西小と統合し綾部市立豊里小学校へ）[46]
- 綾部市立豊里西小学校（1999年豊里東小と統合し豊里小へ）[46]
- 綾部市立奥上林小学校（2005年中上林小と統合し綾部市立上林小学校へ）[47]
- 綾部市立中上林小学校（2005年奥上林小と統合し上林小へ）[47]
- 綾部市立口上林小学校（2005年山家小と統合し綾部市立東綾小学校へ）[48]
- 綾部市立山家小学校（2005年口上林小と統合し東綾小へ）[48]

## 宇治市
- 宇治市立西大久保小学校大久保分校（1971年1月16日）[49]

## 宮津市
- 宮津市立世屋上小学校駒倉分校（1966年）[50]
- 宮津市立世屋上小学校木子分校（1972年）[50]
- 宮津市立日置小学校畑分校（1974年）[注釈 1]
- 宮津市立上宮津小学校辛皮分校（1975年）[51]
- 宮津市立養老小学校波見分校（1977年）[50]
- 宮津市立世屋小学校世屋上分校（1983年）
- 宮津市立養老小学校田原分校（1991年）[52]
- 宮津市立日ケ谷小学校（1992年養老小へ統合され日ヶ谷分校となり、休校）
- 宮津市立栗田小学校田井分校（1993年）[53]
- 宮津市立世屋小学校（2000年休校、児童は宮津市立日置小学校へ通学[50]、2004年廃校[54]）
- 宮津市立由良小学校（2013年宮津市立栗田小学校へ統合）[53]
- 宮津市立上宮津小学校（2015年宮津市立宮津小学校へ統合）[55]
- 宮津市立養老小学校（2024年宮津市立府中小学校へ統合）[56]

## 亀岡市
- 亀岡市立東本梅小学校（1959年宮前小と統合し青野小へ）[57]
- 亀岡市立宮前小学校（1959年東本梅小と統合し青野小へ）[57]
- 亀岡市立馬路小学校（1962年統合により亀岡市立川東小学校馬路分校となり、1963年新校舎に移転）[58]
- 亀岡市立旭小学校（1962年川東小旭分校となり、1963年廃止）[58]
- 亀岡市立千歳小学校（1962年川東小千歳分校となり、1963年廃止）[58]
- 亀岡市立河原林小学校（1962年川東小河原林分校となり、1963年廃止）[58]
- 亀岡市立本梅小学校（2024年亀岡市立育親中学校などと統合し亀岡市立育親学園へ）[59]
- 亀岡市立畑野小学校（同上）[59]
- 亀岡市立青野小学校（同上）[59]

## 八幡市
- 八幡市立八幡東小学校（2008年八幡市立八幡小学校へ統合）[60]
- 八幡市立八幡第三小学校（2008年八幡第五小と統合し八幡市立さくら小学校へ）[60]
- 八幡市立八幡第五小学校（2008年八幡第三小と統合しさくら小へ）[60]
- 八幡市立八幡第二小学校（2010年八幡第四小と統合し八幡市立くすのき小学校へ）[60]
- 八幡市立八幡第四小学校（2010年八幡第二小と統合しくすのき小へ）[60]

## 京丹後市
- 京丹後市立竹野小学校（2010年間人小へ統合）[61]
- 京丹後市立島津小学校〈旧〉（2012年三津小と統合し京丹後市立島津小学校〈新〉へ）[62]
- 京丹後市立三津小学校（2012年島津小〈旧〉と統合し島津小〈新〉へ）[62]
- 京丹後市立大宮第二小学校（2013年大宮第三小と統合し京丹後市立大宮南小学校へ）[63]
- 京丹後市立大宮第三小学校（2013年大宮第二小と統合し大宮南小へ）[63]
- 京丹後市立神野小学校（2013年統合により京丹後市立かぶと山小学校へ）[64]
- 京丹後市立湊小学校（同上）[64]
- 京丹後市立田村小学校（同上）[64]
- 京丹後市立網野南小学校〈旧〉（2014年郷小と統合し京丹後市立網野南小学校〈新〉へ）[65]
- 京丹後市立郷小学校（2014年網野南小〈旧〉と統合し網野南小〈新〉へ）[65]
- 京丹後市立鳥取小学校（2014年統合により京丹後市立弥栄小学校へ）[66]
- 京丹後市立溝谷小学校（同上）[66]
- 京丹後市立黒部小学校（同上）[66]
- 京丹後市立野間小学校（同上）[66]
- 京丹後市立川上小学校（2014年統合により京丹後市立高龍小学校へ）[64]
- 京丹後市立海部小学校（同上）[64]
- 京丹後市立佐濃小学校（同上）[64]
- 京丹後市立吉原小学校（2016年五箇小と統合し京丹後市立いさなご小学校へ）[67]
- 京丹後市立五箇小学校（2016年吉原小と統合しいさなご小へ）[67]
- 京丹後市立新山小学校（2018年丹波小と統合し京丹後市立しんざん小学校へ）[68]
- 京丹後市立丹波小学校（2018年新山小と統合ししんざん小へ）[68]
- 京丹後市立間人小学校（2019年豊栄小と統合し京丹後市立丹後小学校へ）[69]
- 京丹後市立豊栄小学校（2019年間人小と統合し丹後小へ）[69]
- 丹後町立上宇川小学校（1975年統合により京丹後市立宇川小学校〈当時：丹後町立〉へ）[70]
- 丹後町立下宇川小学校（同上）[70]
- 丹後町立下宇川小学校袖志分校（同上）[70]
- 丹後町立竹野小学校此代分校（同上）[70]
- 丹後町立豊栄小学校力石分校（1976年）[71]
- 丹後町立虎杖小学校（1991年宇川小へ統合）[70]
- 弥栄町立野間小学校味土野分校（1971年）
- 網野町立木津小学校（1972年浜詰小と統合し京丹後市立橘小学校〈当時：網野町立〉へ）[72]
- 網野町立浜詰小学校（1972年木津小と統合し橘小へ）[72]
- 大宮町立常吉小学校（1980年倉垣小および三重小の一部と統合し大宮第二小へ）[63]
- 大宮町立倉垣小学校（1980年常吉小および三重小の一部と統合し大宮第二小へ）[63]
- 大宮町立五十河小学校（1980年三重小の一部と統合し大宮第三小へ）[63]
- 大宮町立三重小学校（1980年大宮第二小と大宮第三小へ分割統合）[63]

## 南丹市
- 南丹市立五ケ荘小学校（2007年）[73]
- 南丹市立園部小学校〈旧〉（2015年統合により南丹市立園部小学校〈新〉へ）[74]
- 南丹市立西本梅小学校（同上）[74]
- 南丹市立摩気小学校（同上）[74]
- 南丹市立園部第二小学校〈旧〉（2015年川辺小と統合し南丹市立園部第二小学校〈新〉へ）[74]
- 南丹市立川辺小学校（2015年園部第二小〈旧〉と統合し園部第二小〈新〉へ）[74]
- 南丹市立八木小学校（2015年吉富小と統合し南丹市立八木西小学校へ）[75]
- 南丹市立吉富小学校（2015年八木小と統合し八木西小へ）[75]
- 南丹市立富本小学校（2015年統合により南丹市立八木東小学校へ）[76]
- 南丹市立新庄小学校（同上）[76]
- 南丹市立神吉小学校（同上）[76]
- 南丹市立知井小学校（2016年統合により南丹市立美山小学校へ）[77]
- 南丹市立平屋小学校（同上）[77]
- 南丹市立宮島小学校（同上）[77]
- 南丹市立鶴ヶ岡小学校（同上）[77]
- 南丹市立大野小学校（同上）[77]
- 大野村立大野小学校小淵分校（1951年）[78]
- 美山町立宮島小学校板橋分校（1957年）[79]
- 美山町立平屋小学校内久保分校（1958年）[80]
- 美山町立知井小学校田歌分校（1961年）[81]
- 美山町立知井小学校知見分校（1961年10月）[81]
- 美山町立知井小学校佐々里分校（1980年）[81]
- 美山町立知井小学校芦生分校（1983年休校、1987年廃校）[81]
- 園部町立西本梅小学校大河内分校（1959年）[82]
- 園部町立西本梅小学校天引分校（1959年）[82]

## 木津川市
- 木津川市立当尾小学校（2012年）[83]
- 木津川市立木津小学校鹿背山分校（2014年）[83][84]
- 木津町立木津小学校梅谷分校（1995年）[84]

## 綴喜郡
- 井手町立井手小学校有王分校（1982年休校、1989年再開、2005年再休校）[85]
- 宇治田原町立奥山田小学校（2007年[86]）

## 相楽郡
- 和束町立中和束小学校（1992年統合により相楽東部広域連合立和束小学校〈当時：和束町立〉へ）[87]
- 和束町立東和束小学校（同上）[87]
- 和束町立西和束小学校（同上）[87]
- 和束町立湯船小学校（同上）[87]
- 南山城村立大河原小学校（2003年統合により相楽東部広域連合立南山城小学校〈当時：南山城村立〉へ）[88]
- 南山城村立高尾小学校（同上）[88]
- 南山城村立田山小学校（同上）[88]
- 南山城村立野殿童仙房小学校（2006年相楽東部広域連合立南山城小学校〈当時：南山城村立〉へ統合）[88]

## 船井郡
- 丹波町立須知小学校（2000年高原小と統合し京丹波町立丹波ひかり小学校〈当時：丹波町立〉へ）[89]
- 丹波町立高原小学校（2000年須知小と統合し丹波ひかり小へ）[89]

## 与謝郡
- 伊根町立筒川小学校（1994年伊根町立本庄小学校へ統合）[90]
- 伊根町立本庄小学校蒲入分校（同上）[90]
- 伊根町立朝妻小学校（2005年伊根町立伊根小学校へ統合）[91]
- 与謝野町立岩屋小学校（2016年休校、与謝野町立市場小学校へ編入）[92]